# Canon EOS RP
Aucun

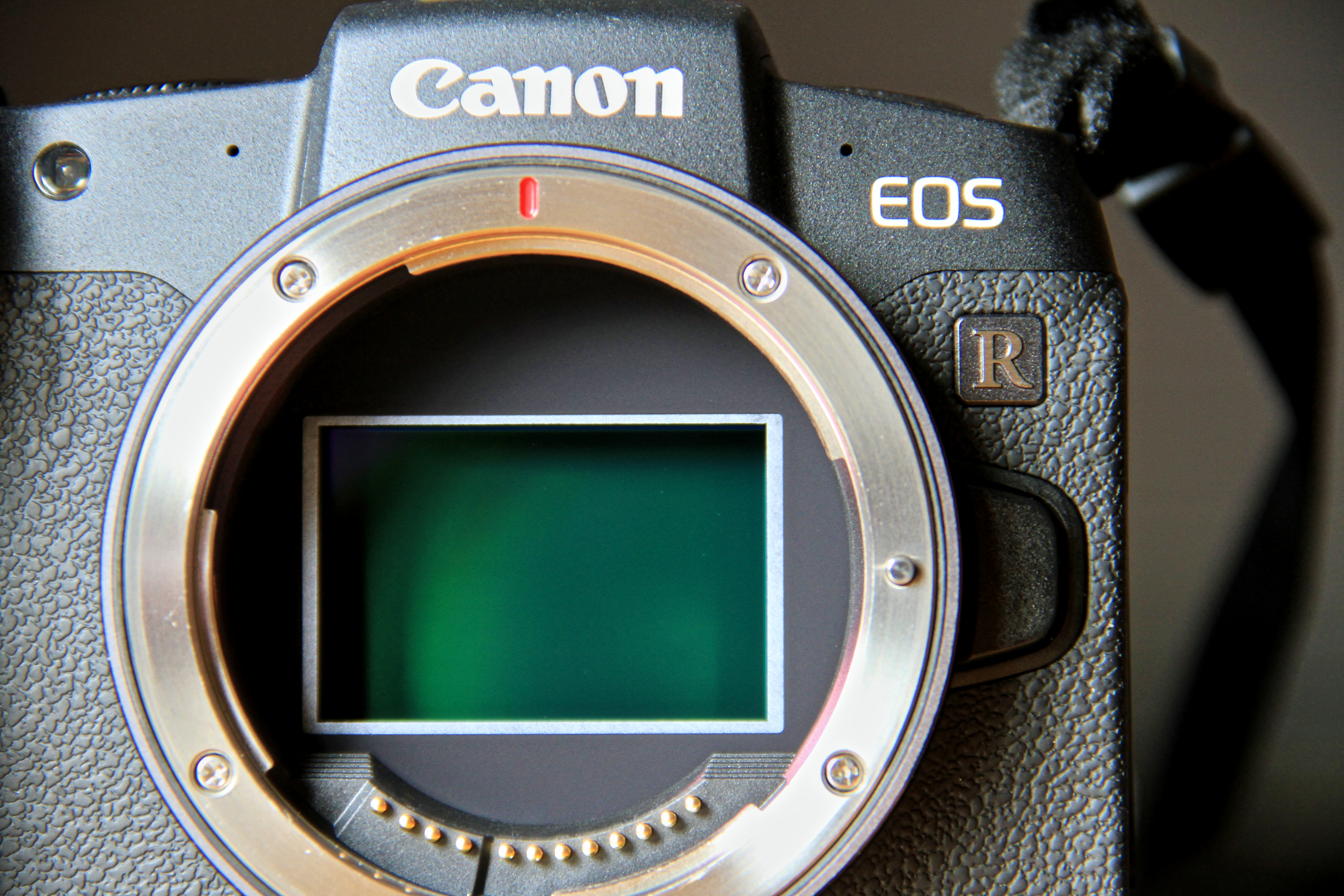
Capteur photographique du Canon EOS RP.

Le Canon EOS RP est le deuxième modèle d'une nouvelle gamme d'appareils photo numériques, hybrides, « plein format » (format 24 × 36), à objectifs interchangeables inaugurée en octobre 2018 par la société Canon avec l'EOS R.
Comme ce dernier, il utilise les objectifs de monture RF.
La vidéo 4K/UHD (3 840 × 2 160) s'effectue avec un fort recadrage de l'image.